# Gustav Winckler

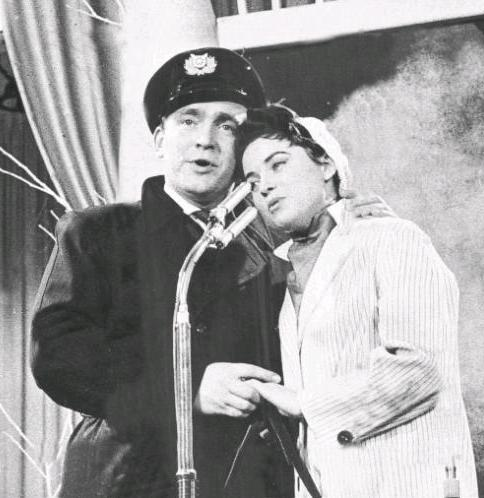
Birthe Wilke en Gustav Winckler zingen Skibet skal sejle i nat tijdens het Eurovisiesongfestival 1957

Gustav Winckler (Kopenhagen, 13 oktober 1925 - Viborg, 20 januari 1979) was een populaire Deense zanger.
In 1948 won Winckler een talentenwedstrijd in het Scala theater van Kopenhagen. In de jaren 50 toerde hij door Duitsland als Gunnar Winckler en door Engeland als Sam Payne.
In 1957 won hij samen met Birthe Wilke de Dansk Melodi Grand Prix en mocht hij Denemarken bij zijn eerste deelname vertegenwoordigen op het Eurovisiesongfestival 1957. Ze werden derde met Skibet skal sejli i nat en werden opgemerkt door hun kus die het lied afsloot en elf seconden duurde. Ze hadden geen teken afgesproken wanneer te stoppen.
Winckler deed nog enkele keren mee aan de Dansk Melodi Grand Prix, maar zonder succes. In 1979 kwam hij om bij een auto-ongeval.
Door een typefout op de hoes van All Our Own Work, een album dat hij heeft geproduceerd, komt ook de naam Gustav Winkler veelvuldig voor. Zijn broer Jørgen Wincker was ook een zanger in de jaren 50 en 60.